# Финкель, Александр Моисеевич
Александр Моисеевич Финкель (3 октября (20 сентября) 1899, Бахмут, Екатеринославская губерния — 8 октября 1968, Харьков) — украинский советский языковед-русист.
Окончил Харьковский институт народного образования в 1924 году. Работал в Институте языкознания Украинской академии наук, Харьковском институте народного образования, Институте журналистики, Институте иностранных языков и Учительском институте в Чимкенте (Казахстан).
С 1944 года занимал должности заведующего кафедрой русского языка Харьковского университета, доцент[что?]. В 1934 году участвовал в кампании против «национализма» в украинском языкознании («Терминологическое вредительство и его теоретическое корни», «Языкознание»). 
Автор более 150 работ по грамматике, лексикологии и фразеологии русского и украинского языков, среди них «Теория и практика перевода» (1929) и др. труды о переводе, учебник для школ УССР «Русский литературный язык» (с М. Баженовым, 1941 и много позднейших переделок.
Является автором полного русского перевода всех сонетов Вильяма Шекспира.
Жена  — Анна Павловна Финкель.